# 巴尔干协约

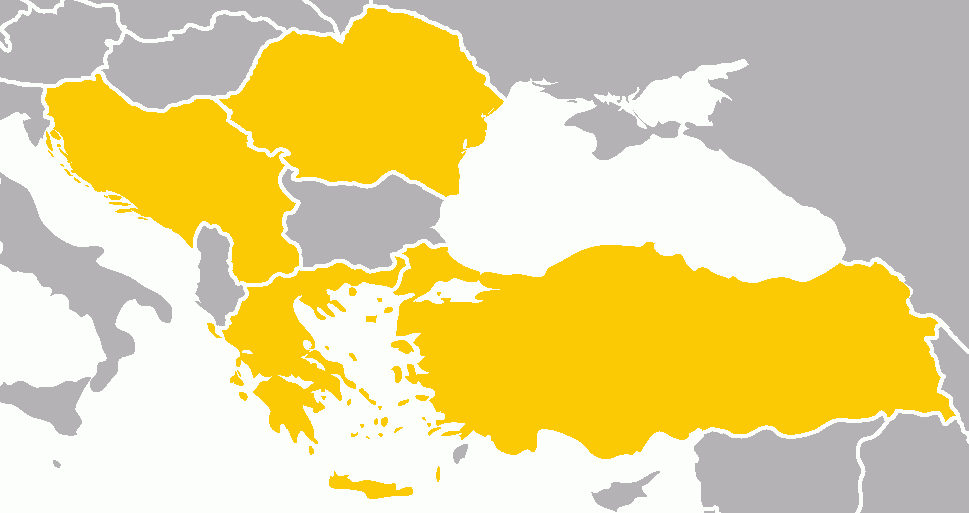
巴尔干协约成員

巴尔干协约是希臘第二共和國、羅馬尼亞王國、土耳其以及南斯拉夫王國于1934年2月9日在雅典签订的条约，目的在于维持第一次世界大战后的地区地缘政治现状。四国达成一致，为联合抵制保加利亞王國的领土要求，各缔约国间必须暂停一切领土争端，并暂停与邻国的领土纠纷。

## 外部連結
- Text of the pact （页面存档备份，存于）
- Romania and the Balkan Pact (1934-1940) （页面存档备份，存于）
- The Hidden Side of the Balkan Pact 的存檔，存档日期2021-06-03.
- BALKAN PACT AND TURKEY （页面存档备份，存于）